# Esqui cross-country na Universíada de Inverno de 2015
As competições de esqui cross-country na Universíada de Inverno de 2015 estão sendo disputadas no Centro de Esportes Nórdicos em Štrbské Pleso, na Eslováquia entre 25 de janeiro e 1 de fevereiro de 2015.

## Eventos Masculinos
| Evento                                          | Ouro                                                                        | Ouro      | Prata                                                                                      | Prata     | Bronze                                                             | Bronze    |
| ----------------------------------------------- | --------------------------------------------------------------------------- | --------- | ------------------------------------------------------------------------------------------ | --------- | ------------------------------------------------------------------ | --------- |
| Sprint Resultados                               | Andrey Larkov · Rússia                                                      | 3:22.41   | Anton Gafarov · Rússia                                                                     | 3:22.59   | Raul Shakirzianov · Rússia                                         | 3:23.64   |
| 10 km clássico Resultados                       | Andrey Feller · Rússia                                                      | 23:29.2   | Artem Nikolaev · Rússia                                                                    | 23:30.0   | Valeriy Gontar · Rússia                                            | 23:39.3   |
| Largada em Massa Clássico - 30 km km Resultados | Andrey Larkov · Rússia                                                      | 1:16:20.1 | Raul Shakirzianov · Rússia                                                                 | 1:16:20.7 | Artem Nikolaev · Rússia                                            | 1:16:21.7 |
| Revezamento 4 x 7.5 km Resultados               | Andrey Feller · Artem Nikolaev · Raul Shakirzianov · Andrey Larkov · Rússia | 1:22:49   | Alexandr Malyshev · Yevgeniy Velichko · Yevgeniy Bondarenko · Mark Starostin · Cazaquistão | 1:24:42.7 | Jacob Kordač · Adam Fellner · Jakub Gräf · Daniel Maka · Chéquia\| | 1;25:46   |

## Feminino
| Evento                            | Ouro                                                           | Ouro    | Prata                                                                  | Prata   | Bronze                                               | Bronze  |
| --------------------------------- | -------------------------------------------------------------- | ------- | ---------------------------------------------------------------------- | ------- | ---------------------------------------------------- | ------- |
| Sprint Resultados                 | Anastassiya Slonova · Cazaquistão                              | 3:22.75 | Ewelina Marcisz · Polónia                                              | 3:22.93 | Svetlana Nikolaeva · Rússia                          | 3:23.17 |
| 5 km clássico Resultados          | Oxana Usatova · Rússia                                         | 13:09.5 | Anastassiya Slonova · Cazaquistão                                      | 13:27.6 | Lilla Vasileva · Rússia                              | 13:31.5 |
| Largada em Massa 15 km Resultados | Anastassiya Slonova · Cazaquistão                              | 44:47.1 | Svetlana Nikolaeva · Rússia                                            | 44:55.9 | Ewelina Marcisz · Polónia                            | 45:02.3 |
| 3 x 5 km Resultados               | Oxana Usatova · Viktoria Karkina · Svetlana Nikolaeva · Rússia | 47:47.1 | Anna Stoyan · Viktoriya Lanchakova · Anastassiya Slonova · Cazaquistão | 48:30.7 | Iris Pessey · Julia Devaux · Marion Buillet · França | 49:18.2 |

## Eventos Mistos
| Event                         | Ouro                                        | Ouro     | Prata                                        | Prata    | Bronze                                 | Bronze   |
| ----------------------------- | ------------------------------------------- | -------- | -------------------------------------------- | -------- | -------------------------------------- | -------- |
| Sprint por Equipes Resultados | Anton Gafarov · Svetlana Nikolaeva · Rússia | 19:56.98 | Raul Shakirzianov · Anna Pavaliaeva · Rússia | 20:00.84 | Jan Srail · Karolina Grohova · Chéquia | 20:01.76 |

## Quadro de medalhas
| Ordem | País            | Medalha de ouro | Medalha de prata | Medalha de bronze |    |
| ----- | --------------- | --------------- | ---------------- | ----------------- | -- |
| 1     | RUS Rússia      | 7               | 5                | 5                 | 17 |
| 2     | KAZ Cazaquistão | 2               | 3                |                   | 5  |
| 3     | POL Polônia     |                 | 1                | 1                 | 2  |
| 4     | FRA França      |                 |                  | 1                 | 1  |
|       | CZE Chéquia     |                 |                  | 1                 | 1  |
| TOTAL | TOTAL           | 9               | 9                | 9                 | 27 |